# Léon Dierx
Léon Dierx [djerx] (31. března 1838, Saint-Denis, Réunion – 12. června 1912, Paříž) byl parnasistický francouzský básník,  malíř a sochař. Byl považován za největšího elegika parnasistické poezie a 20. století ho oslavilo jako velkého básníka.

## Život
Narodil se jako první syn v rodině obchodníka. Jeho otec byl Jaques Marais Dierx a matka Anne Marie Nanette de
Heaulme. Měl ještě dalších 9 sourozenců (4 bratry a 5 sester) z nichž někteří zemřeli ve velmi raném věku. Mládí prožil na ostrově Réunion (Île-de-Bourbon) v rodné vile v Saint-Denis (dnes nazývané vila Déramond-Barre), kterou vykoupil jeho dědeček v roce 1830. Jako chlapec toužil cestovat a poznávat nové kraje a proto odjel na studia do Paříže, kde chtěl po ukončení střední školy studovat na technické univerzitě.
V Paříži se mu ale zpočátku velmi stýskalo po domově, po krásné přírodě jeho rodného ostrova a také po jeho lásce, sestřenici Marie-Héloîse, která ale jeho city neopětovala a později se vdala za Adriena Belliera, též rodinného příbuzného. Léon Dierx se chtěl původně stát inženýrem, ale stále více ho přitahovalo umění, literatura a hlavně poezie. Své první básně publikoval v literárních časopisech L'Artiste, La Revue contemporaine a La Revue française. Ve svých 20 letech vydal první sbírku básní Aspiration (Aspirace, 1858). Neopětovaná láska k jeho sestřenici, ženě, kterou nepřestal milovat po celý svůj život, měla i svoji dobrou stránku: stala se hnací silou jeho básnické tvorby. Zanechal studií technických věd, hodně cestoval a rozhodl se stát básníkem. Navštívil severní Afriku, Německo i Itálii, kam ho doprovázel jeho bratranec a věrný přítel Emile Bellier, který s ním též sdílel zálibu v poezii.

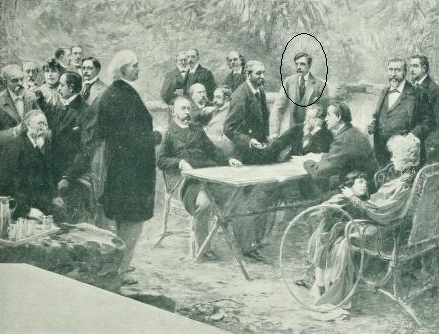
Parnasističtí básníci na obrazu Paula Chabase z roku 1895

V roce 1863 se Léon Dierx jako mladý básník připojil ke skupině umělců, kteří se nazývali des Parnassiens a do které patřili, kromě jiných, i básníci Sully Prudhomme, José-Maria de Heredia, Albert Glatigny a také Paul Verlaine, který ve svých 20 letech tuto skupinu proslavil. Hlavním představitelem tohoto uměleckého proudu byl jeho krajan, básník Leconte de Lisle. Léon Dierx nechtěl žít na útraty své rodiny, jejíž ekonomická situace na Réunionu se zhoršovala. Přijal proto skromné úřednické místo a ve svém volném čase se nadále věnoval poezii a literatuře, příležitostně též maloval. V roce 1867 vydal sbírku Les lèvres closes (Zavřené rty), považovanou za jeho nejlepší dílo. V době prusko-francouzské války (1870–1871) vydal malou sbírku vlasteneckých veršů Les Paroles du vaincu (Slova poraženého, 1871) Od r. 1879 se na přímluvu spisovatele Guy de Maupassanta stal ministerským úředníkem a vedl klidný život, zcela zasvěcený krásnému umění. V roce 1889 se stal členem francouzské akademie l'Académie des palmiers s titulem doživotní mistr (Maître perpétuel). 22. května 1885 byl mezi těmi, kteří byli vybráni, aby drželi smuteční stráž u zemřelého Victora Huga a zúčastnil se s ostatními literáty a umělci smutečního průvodu Paříží při pohřbu tohoto velkého francouzského spisovatele a básníka.
V říjnu roku 1898, po smrti básníka Stéphane Mallarmé, byl jmenován novým knížetem básníků (Prince des poètes). Na objednávku vydavatele Alphonse Lemerre namaloval malíř Paul Chabas (1869–1937) Léona Dierxe na velkém obraze, na kterém jsou spolu s ním zachyceni i básníci Jules Claretie, Paul Arène, Paul Bourget, José-Maria de Hederia, Auguste Dorchain nebo Marcel Prévost. Tento obraz s názvem Chez Alphonse Lemerre, à Ville D'Avray (U Alphonse Lemerre, ve městě D'Avray) byl představen na salonu v r. 1895. Vznikl na přání vydavatele parnasistických básníků zachovat jejich podobu pro příští generace.

## Muzeum Léon Dierx
Po básníkově smrti dostalo nové muzeum na ostrově Réunion stojící v Pařížské ulici v Saint-Denis jeho jméno Le Musée Léon Dierx (Muzeum Léon Dierx). Básníkova busta byla instalována u vchodu do muzea později, v roce 1920.

## Fotogalerie

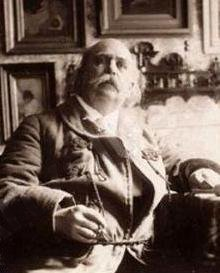
Léon Dierx
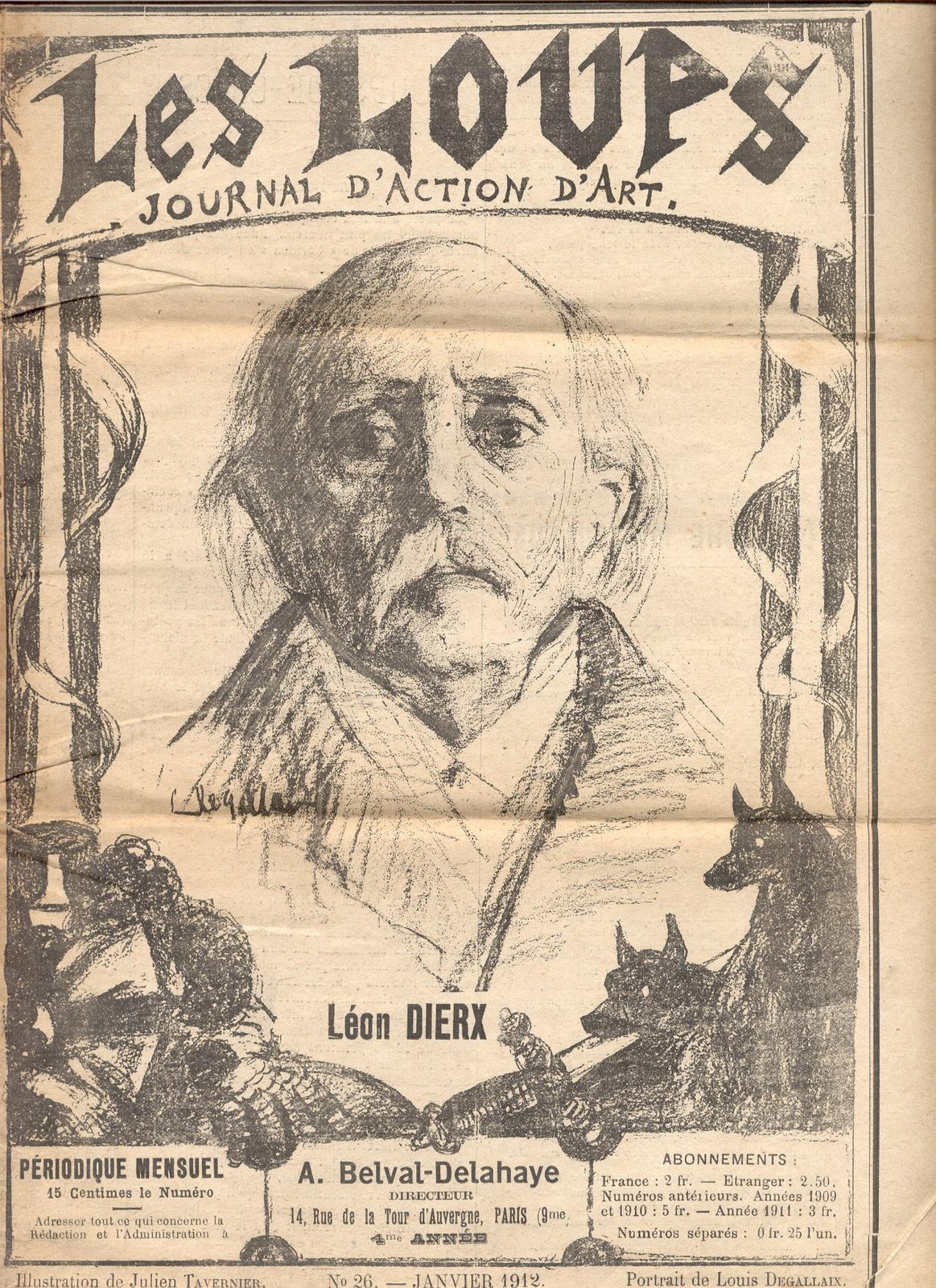
Léon Dierx (1912)
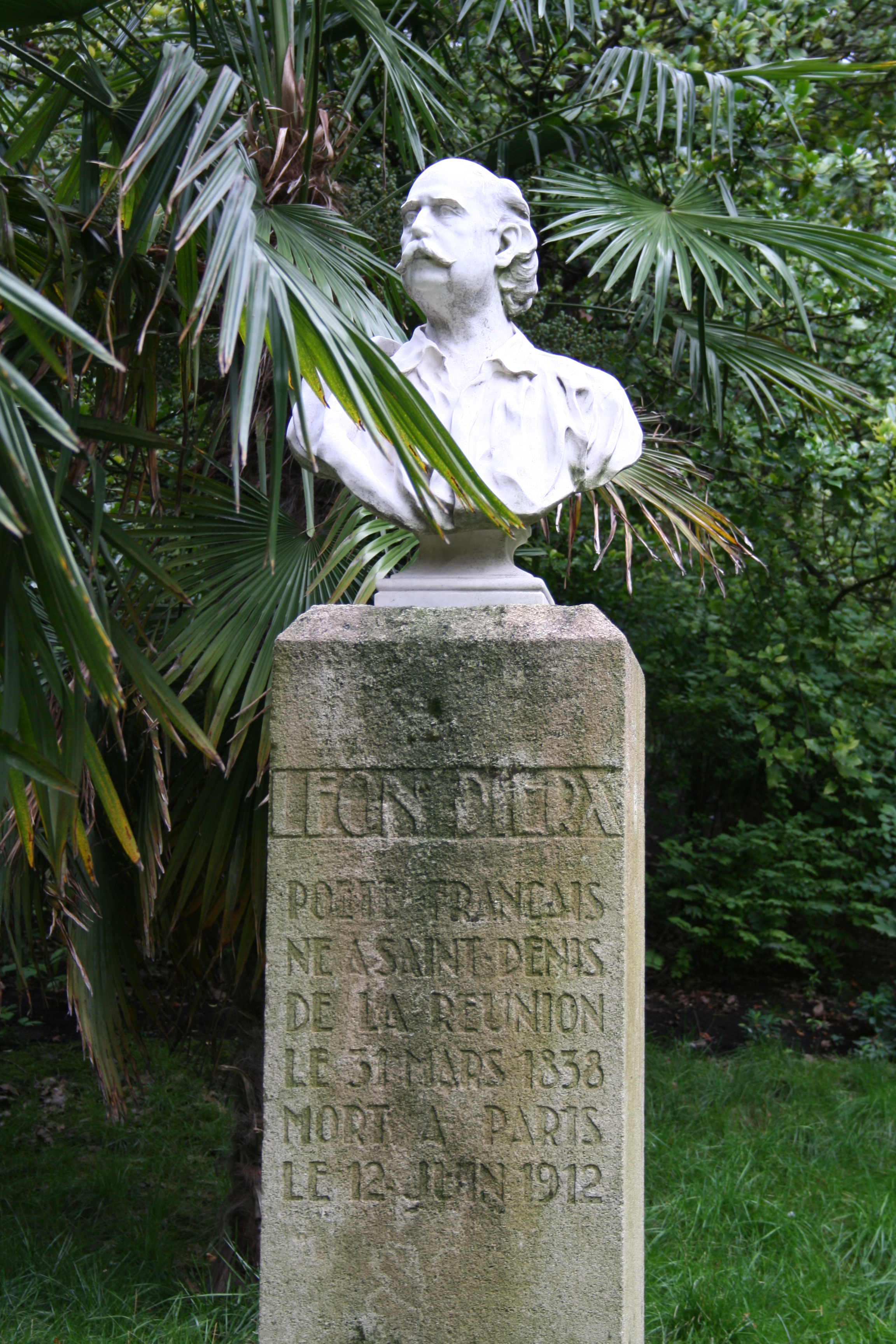
Léon Dierx (Square des Batignolles, Paříž, Francie)
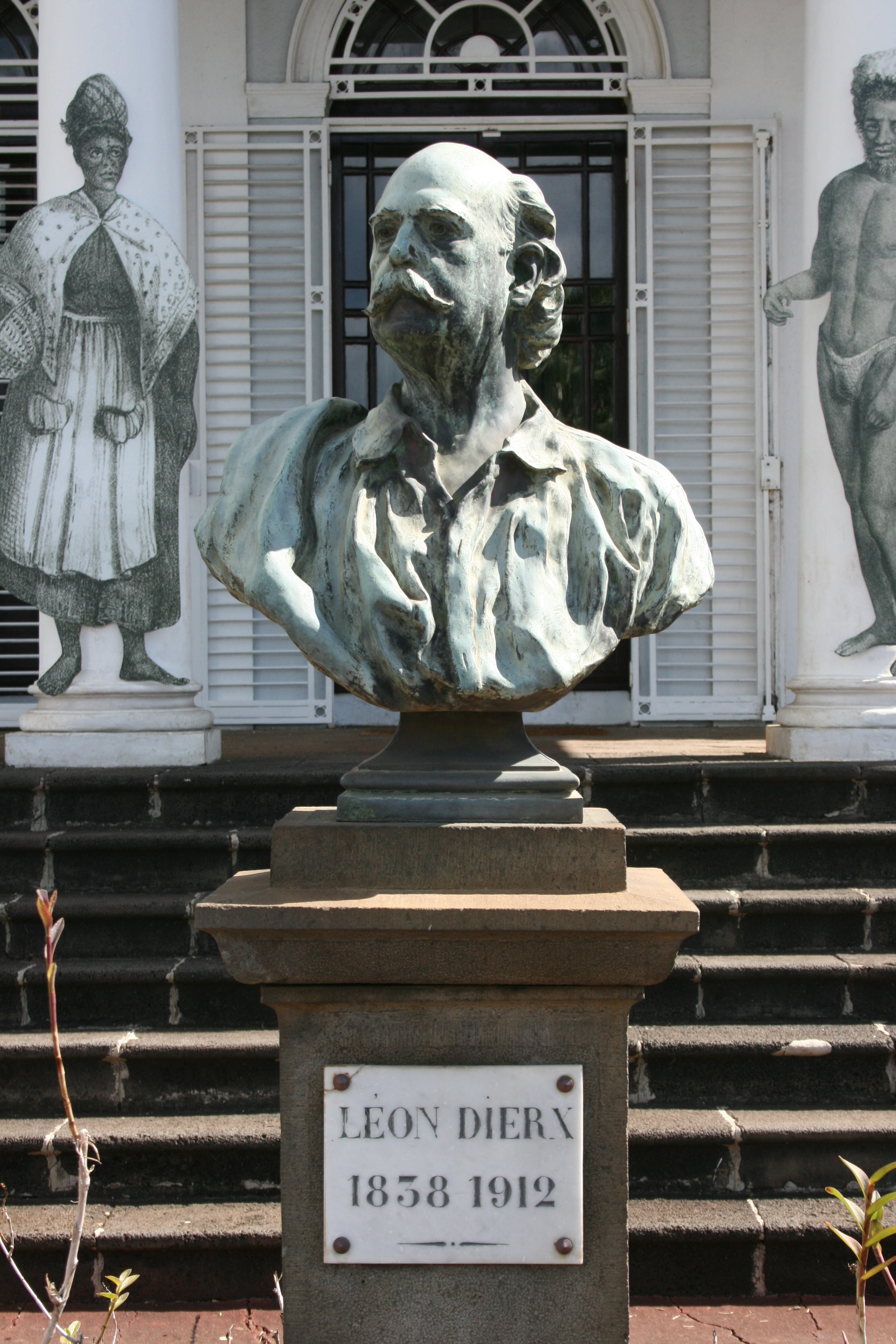
Busta Léona Dierxe před vchodem do muzea na ostrově Réunion
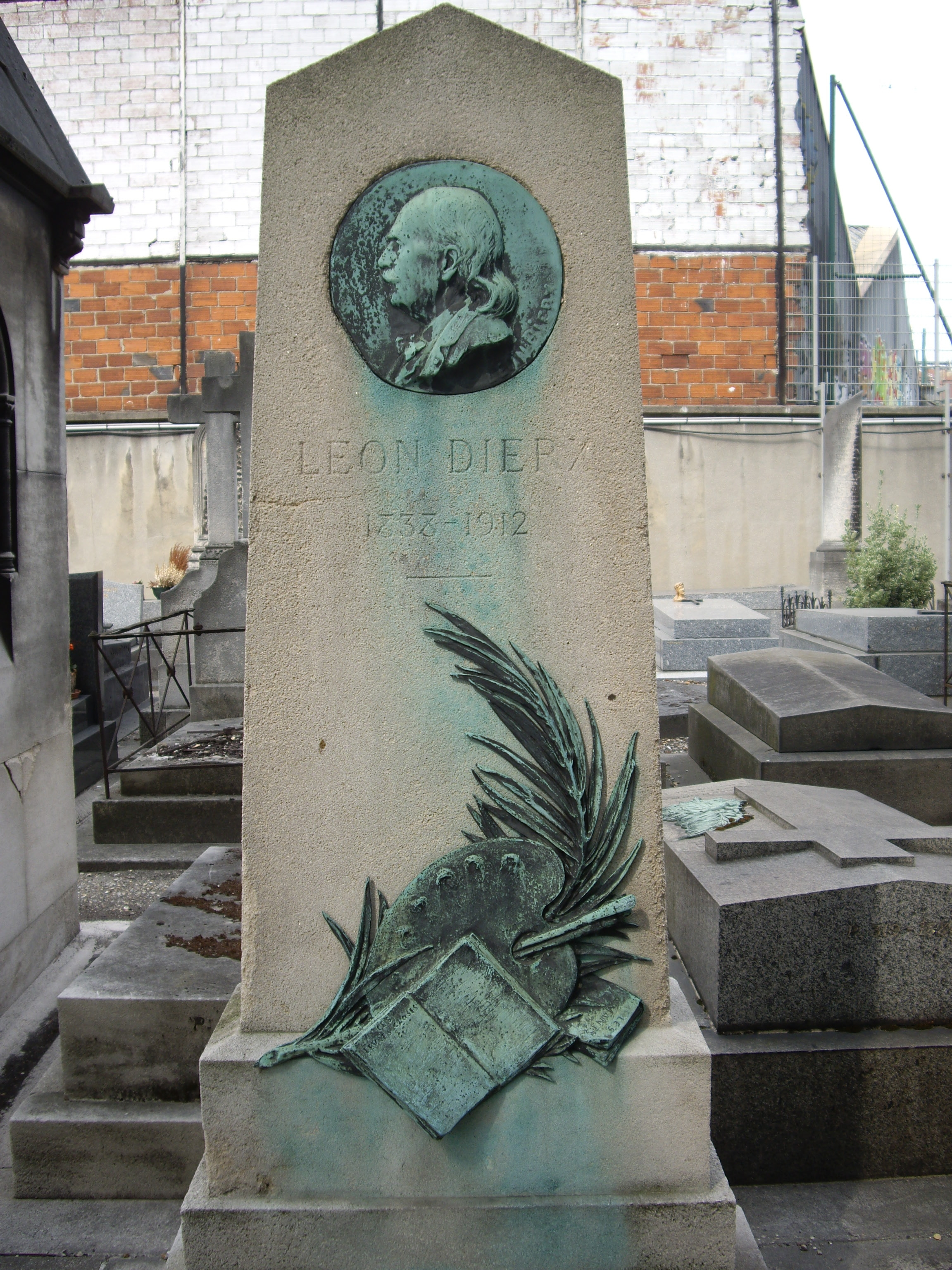
Hrob Léona Dierxe v Paříži (Cimetière des Batignolles)

## Dílo
- Aspirations (Aspirace, 1858)
- Poèmes et poésies (Básně, 1864)
- Les lèvres closes (Zavřené rty, 1867)
- Les Paroles du vaincu (Slova poraženého, 1871)
- La Rencontre (Setkání, 1875), dramatizace ve verších
- Les Amants (Milenci, 1879)
- Poésies complètes (1889-1890), souborné vydání poezie, 2 sv.
- Œuvres complètes (1894-1912), souborné vydání díla, 2 sv., české ukázky v knize Neznámý Parnas (1988)

## Ocenění
- Croix de la légion d'honneur (Kříž čestné legie, 1890)
- Prix Estrade-Delcros, cena za literaturu udělovaná Francouzskou akademií (1896)
- Čestný doživotní titul Kníže básníků (1898)